# Untote wie wir – Man ist so tot, wie man sich fühlt
Untote wie wir – Man ist so tot, wie man sich fühlt (Originaltitel: The Revenant, zu deutsch: Der Wiedergänger) ist eine US-amerikanische Horror-Komödie von D. Kerry Prior aus dem Jahr 2009.

## Handlung
Bart wird im Zuge eines militärischen Kampfeinsatzes im Irak getötet und einige Wochen später in seiner Heimat in den Vereinigten Staaten beerdigt. Nachdem er von den Toten aufersteht, geht er vollkommen verwirrt zu seinem besten Freund Joey. Durch einen Hinweis der befreundeten Mathilda stellen die beiden fest, dass Bart vor der Verwesung bewahrt wird, wenn er menschliches Blut trinkt. Da Bart keine redlichen Menschen töten will, gehen er und Joey dazu über, Kriminelle zu töten, denen Bart anschließend das Blut aussaugt. Dies läuft einige Zeit gut, bis Joey bei einem Raubzug tödlich verwundet wird und Bart in seiner Verzweiflung dessen Blut trinkt. Einige Zeit danach verwandelt sich Joey ebenfalls in einen Untoten.
In der Folge ziehen sie zusammen durch die Stadt, um neue Opfer zu finden, bis sie eines Abends versehentlich Polizisten töten, die undercover in der Drogenszene agieren. Dabei werden beide von Mathilda überrascht. Während des anschließenden Streitgespräches tötet Joey schließlich Mathilda. Diese konnte zuvor jedoch eine Voicemail an Barts ehemalige Geliebte Janet schicken. Diese möchte nicht ohne Bart leben und bietet ihm an, dass er sich zukünftig von ihr ernähren könne, wenn er nächtlich nur ein wenig Blut von ihr trinkt. Doch Bart ist zu gierig und saugt sie in sexueller Ekstase komplett aus. Als Joey dies entdeckt, streiten sich die Freunde und trennen sich. Während Bart Janet köpft und in einem Fluss versenkt, wird Joey von einem früheren Opfer des Duos, das ebenfalls durch das Aussaugen zum Wiedergänger wurde, zerstückelt. Nachdem Bart begreift, welche Gefahr von ihm ausgeht, versucht er mehrmals, sich töten zu lassen, bis er durch das Militär gefangen genommen wird. Mitsamt seinen mutierten Opfern wird er letztendlich über dem Iran als biologische Waffe abgeworfen.

## Auszeichnungen
Der Film war 2009 für den Gold Hugo für die Regiearbeit von D. Kerry Prior in der Kategorie After Dark Competition des Chicago International Film Festival nominiert.
Beim New York City Horror Film Festival 2009 gewann der Film in den Kategorien Audience Award, Best Actor, Best Director und Best Feature. Darüber hinaus gewann der Film den Festival Trophy-Award beim Screamfest Horror Film Festival 2009.